# Оришуть
Оришуть — упразднённая деревня в Куженерском районе Республики Марий Эл. Входила в состав Тумьюмучашского сельского поселения. Упразднена в 2003 году.

## География
Находится в северо-восточной части республики Марий Эл, на реке Оришут, на расстоянии приблизительно 9 км к юго-западу от села Тумьюмучаш.

## История
Русская деревня Оришуть образована в конце XIX века. Относилась вначале к приходу церкви деревни Верх-Ушут, затем к приходу Богоявленской церкви села Тумьюмучаш. Входила в состав Конганурской волости Уржумского уезда Вятской губернии. В 1958 году деревни Оришуть, Старый Оришуть, Новый Оришуть и Верхний Оришуть были объединены в одну деревню Оришуть, а имеющиеся в деревнях колхозы объединены в один колхоз имени Ленина. С конца 1960-х годов начался массовый отток населения из деревни.

## Население
В 1909 году в деревне насчитывалось 295 человек, а в 1921 году — 212 человек. Население составляло 1 человек в 2002 году.